# Pterobryon
Pterobryon là một chi rêu trong họ Pterobryaceae.